# Sophie Christiane Luise von Brandenburg-Bayreuth
Sophie Christiane Luise von Brandenburg-Bayreuth (* 4. Januar 1710 in Weferlingen; † 13. Juni 1739 in Brüssel) war eine Prinzessin von Brandenburg-Bayreuth und durch Heirat Erbprinzessin von Thurn und Taxis.

## Leben
Sophie Christiane Luise war das älteste Kind des Markgrafen Georg Friedrich Karl von Brandenburg-Bayreuth (1688–1735) aus dessen Ehe mit Dorothea (1685–1761),  Tochter des Herzogs Friedrich Ludwig von Holstein-Beck.
Am 11. April 1731 heiratete sie unter großer Prachtentfaltung in Frankfurt am Main den damaligen Erbprinzen Alexander Ferdinand von Thurn und Taxis (1704–1773). Zwei Monate nach der Vermählung verlobte sich Sophies Bruder Friedrich mit Wilhelmine, einer Schwester Friedrichs des Großen.
Der katholische Erbprinz sicherte seiner protestantischen Gemahlin im Ehevertrag zwar ihre Konfession zu, nötigte sie aber zwei Jahre nach der Eheschließung am 17. März 1733 in Mainz doch zur Konversion.
Die Erbprinzessin starb wenige Monate vor dem Tod ihres Schwiegervaters Anselm Franz von Thurn und Taxis, durch den ihr Witwer Ende 1739 den Fürstentitel erbte, in Brüssel und wurde in der dortigen Familiengruft bestattet.

## Nachkommen
Aus ihrer Ehe hatte Sophie Christiane Luise folgende Kinder:
- Sophie Christine (*/† 1731)
- Karl Anselm (1733–1805), Fürst von Thurn und Taxis

⚭ 1. 1753 Auguste von Württemberg (1734–1787)
⚭ 2. 1787 Elisabeth Hildebrand, „Frau von Train“ 1788
- Luise Auguste Charlotte (1734–1735)
- Friedrich August (1736–1755)
- Ludwig Franz (1737–1738)